# Linda bei Weida
Linda bei Weida is een gemeente in de Duitse deelstaat Thüringen, en maakt deel uit van de Landkreis Greiz.
Linda bei Weida telt 434 inwoners.